# SAG-AFTRA

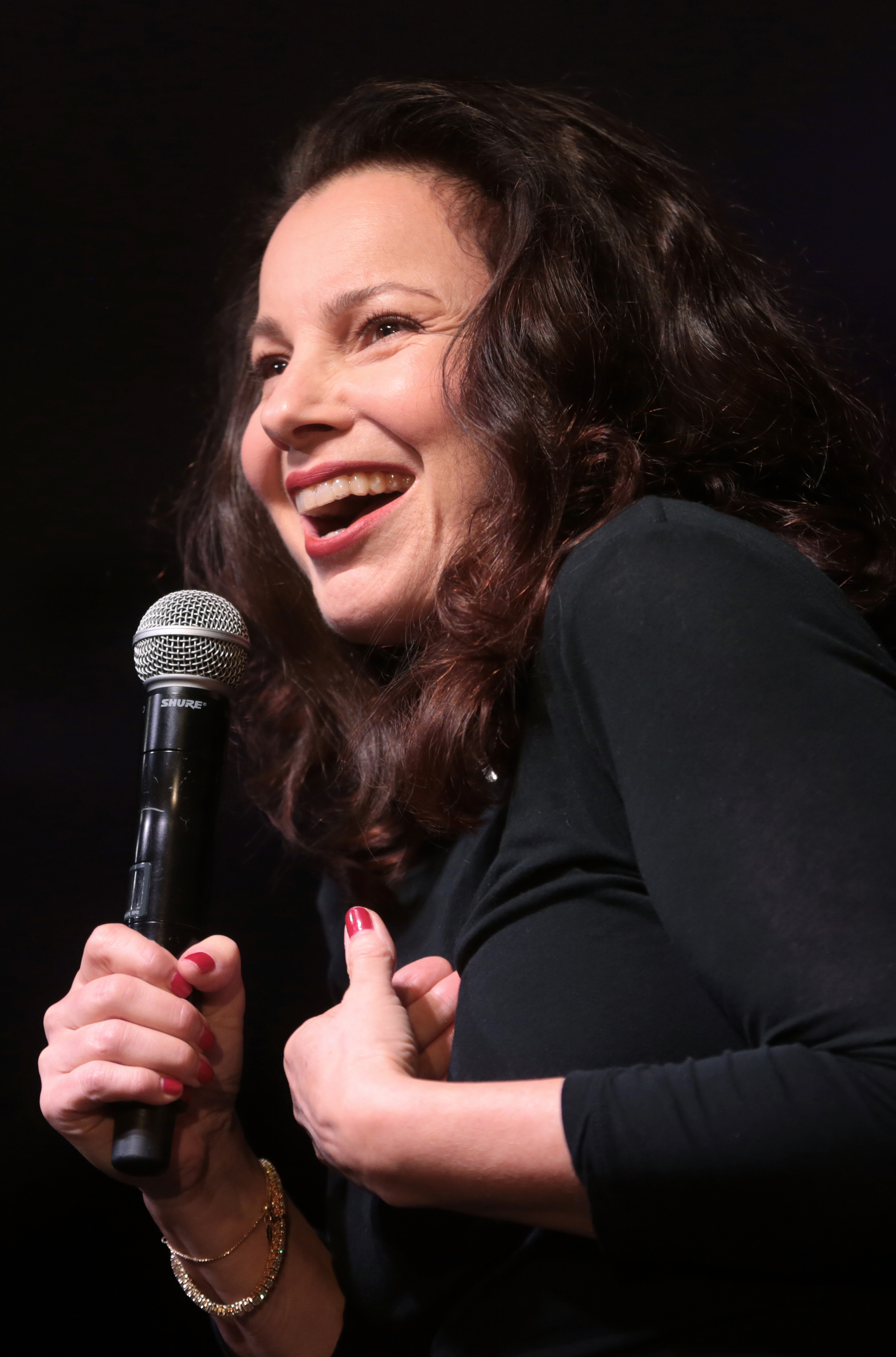
Actrice Fran Drescher, derde voorzitter van SAG-AFTRA

De Amerikaanse vakbond SAG-AFTRA vertegenwoordigt film- en televisieacteurs en radioartiesten. De oprichting op 30 maart 2012 was een fusie tussen twee vakbonden, de Screen Actors Guild (SAG) en de American Federation of Television and Radio Artists (AFTRA). De vakbond is lid van de International Federation of Actors (FIA) en vertegenwoordigde anno 2023 160.000 leden. De organisatie organiseert jaarlijks de Screen Actors Guild Award, een film- en televisieprijs voor acteurs. Voorzitster sinds 2021 is actrice Fran Drescher, vooral gekend van de televisieserie The Nanny.
Van 14 juli tot 9 november 2023 ging de vakbond voor 118 dagen in staking voor betere werkomstandigheden.

## Voorzitters
De volgende personen waren voorzitter van SAG-AFTRA:
- 2012-2013: Ken Howard en Roberta Reardon, co-voorzitters
- 2013-2016: Ken Howard
- 2016-2021: Gabrielle Carteris
- 2021-heden: Fran Drescher